# آرتور داوتیان (حقوق‌دان)
آرتور سارگسی داوتیان (ارمنی: Արթուր Սարգսի Դավթյան؛ ۸ دسامبر ۱۹۷۸) حقوق‌دان و سیاستمدار اهل ارمنستان است که از تاریخ ۲۰۱۶ تا تاریخ ۲۰۲۲ سمت دادستان کل جمهوری ارمنستان را برعهده داشت.

## زندگی‌نامه
وی در ۸ دسامبر ۱۹۷۸ در هوروم، شهرستان آرتیک به دنیا آمد و از دانشکده حقوق دانشگاه دولتی ایروان فارغ‌التحصیل گشت. 